# José Luis Macías Sampedro
José Luis Macías Sampedro, que firma simplemente como José Luis, es un dibujante de historietas, ilustrador y pintor español (Andújar, 1929).

## Biografía
José Luis Macías Sampedro se trasladó a Valencia para estudiar Bellas Artes durante los años cuarenta.
Tras publicar en editoriales menores como Jovi, consiguió entrar en la editorial Valenciana, donde colaboró en revistas femeninas como "Mariló", en el cuaderno Roberto Alcázar y Pedrín como ayudante de Eduardo Vañó y en las colecciones de novelas Luchadores del Espacio (1954-1960), Comandos y Policía Montada como portadista.
Ya en 1956 realizó Aventuras de Boro Kay para la editorial Carsoto, pero no fue hasta tres años después que abandonó Valenciana para fundar con otros compañeros la editorial independiente Creo, donde publicó seriales como Áyax el griego (1960). Al poco, cerró la nueva aventura editorial, centrando su producción en el mercado británico.
En diciembre de 2003 se celebró en Mislata la exposición Del libro al cómic a través de José Luis Macías Sampedro.

## Premios
- Hans Christian Andersen
- El Lazarillo
- El de la Oficina Católica de la Infancia.[2]

## Obra
| Años | Título                   | Guionista                   | Tipo                                        | Publicación    |
| ---- | ------------------------ | --------------------------- | ------------------------------------------- | -------------- |
| 1950 | Linda y Bing             | M. Fuentes, Tortajada       | Serie                                       | Mariló         |
| 1950 | Gary Cooper              | Sellés                      | Serial con Emilio Frejo                     | Jovi           |
| 1950 | Roberto Alcázar y Pedrín |                             | Serial con Vañó                             | Valenciana     |
| 1951 | Zhar, el Justiciero      | Sellés, J. Marco, José Luis | Serie                                       | Juventud Audaz |
| 1952 | Jimi y Puck              |                             | Serie                                       | Nicolás        |
| 1954 | Comandos                 |                             | Serial con varios autores                   | Valenciana     |
| 1956 | Aventuras de Boro Kay    |                             | Serial                                      | Carsoto        |
| 1959 | Davi Roy                 | Tortajada                   | Serial con González Alacreu y Navarro Costa | Creo           |
| 1960 | Ayax, el Griego          | Tortajada                   | Serial                                      | Creo           |
| 1961 | Hombres de Ley           | A. Regaldie                 | Serial con Lanzón, Guardiola Spuche, etc.   | Creo           |
| 1969 | Triunfo en el Espacio    |                             | Álbum de cromos                             | Valenciana     |